# Puccinia bistortae
Puccinia bistortae ist eine Ständerpilzart aus der Ordnung der Rostpilze (Pucciniales). Der Pilz ist ein Endoparasit von Wald-Engelwurz und Französischer Erdkastanie sowie von Wiesenknöterichen (Gattungsname Bistorta). Symptome des Befalls durch die Art sind Rostflecken und Pusteln auf den Blattoberflächen der Wirtspflanzen. Sie ist in Eurasien verbreitet.

## Merkmale

### Makroskopische Merkmale
Puccinia bistortae ist mit bloßem Auge nur anhand der auf der Oberfläche des Wirtes hervortretenden Sporenlager zu erkennen. Sie wachsen in Nestern, die als gelbliche bis braune Flecken und Pusteln auf den Blattoberflächen erscheinen.

### Mikroskopische Merkmale

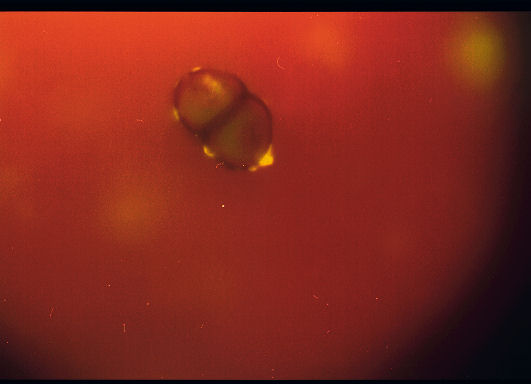
Teliosporen

Das Myzel von Puccinia bistortae wächst wie bei allen Puccinia-Arten interzellulär und bildet Saugfäden, die in das Speichergewebe des Wirtes wachsen. Ihre Spermogonien wachsen beidseitig auf den Wirtsblättern und sind honigfarben. Die blattunterseitig, an Stängeln und an Blattstielen wachsenden Aecien der Art sind pustelförmig, hellgelb bis orange und dichtstehend. Ihre gelborangen Aeciosporen sind 18–26 × 15–23 µm groß, kugelig bis polyedrisch und fein warzig. Die blattunterseitig wachsenden Uredien des Pilzes sind gelbrot und früh unbedeckt. Ihre hell gelbbraunen Uredosporen sind kugelig bis ellipsoid, 20–25 × 18–20 µm groß und stachelwarzig. Die blattunterseitig wachsenden Telien der Art sind dunkelbraun, pulverig und früh unbedeckt. Die gelbbraunen Teliosporen sind zweizellig, in der Regel breitellipsoid und 24–42 × 16–25 µm groß. Ihre Stiele sind farblos und kurz.

## Verbreitung
Das bekannte Verbreitungsgebiet von Puccinia bistortae umfasst weite Teile Eurasiens.

## Ökologie
Die Wirtspflanzen von Puccinia bistortae sind der Wald-Engelwurz und die Französische Erdkastanie für den Haplonten sowie Schlangen- (Polygonum bistorta) und Knöllchen-Knöterich (P. viviparum) für den Dikaryonten. Der Pilz ernährt sich von den im Speichergewebe der Pflanzen vorhandenen Nährstoffen, seine Sporenlager brechen später durch die Blattoberfläche und setzen Sporen frei. Die Art verfügt über einen Entwicklungszyklus mit Aecien, Spermogonien, Uredien und Telien.